# خودکشی ممنوع
آلبوم خودکشی ممنوع نام دومین آلبوم غیر رسمی با صدای محسن چاوشی است که در تابستان سال ۱۳۸۴ روانه بازار موسیقی ایران شد.
"آهای خبر نداری" از قطعات در دست ساخت برای آلبوم اول محسن یگانه بود که نسخه ماکت آن همراه با قطعات آلبوم "خودکشی ممنوع" لو رفت و منتشر شد، این آهنگ بعد از آن در آلبوم محسن یگانه نیز قرار گرفت.
آهنگساز: محسن چاوشی
تنظیم و اجرای موسیقی: محسن چاوشی (تنظیم نهایی نشده است).
ترانه‌سرایان: امیر ارجینی، حسین صفا، محسن یگانه، ترانه مکرم و محسن چاوشی.
همخوانان: حامد هاکان و محسن یگانه.
وکال معرفی ابتدایی قطعه خودکشی ممنوع: حامد هاکان
گفتگوی ابتدای قطعه خودکشی ممنوع: رضا فوادیان و حامد هاکان
گفتگوی میانه قطعه خودکشی ممنوع: حامد هاکان و محسن چاوشی

## فهرست آهنگ‌ها
| نام ترانه      | ترانه‌سرا    | آهنگساز    | تنظیم‌کننده  | همخوان(ها)              |
| -------------- | ----------- | ---------- | ----------- | ----------------------- |
| خودکشی ممنوع   | بهاره مکرم  | محسن چاوشی | رضا فوادیان | حامد هاکان              |
| آهای خبر نداری | محسن یگانه  | محسن یگانه | محسن چاوشی  | حامد هاکان و محسن یگانه |
| امام رضا       | امیر ارجینی | محسن چاوشی | محسن چاوشی  |                         |
| حسرت خیس       | محسن چاوشی  | محسن چاوشی | محسن چاوشی  |                         |
| کلاف           | حسین صفا    | محسن چاوشی | محسن چاوشی  |                         |
| صبوری          | امیر ارجینی | محسن چاوشی | محسن چاوشی  |                         |
| تو و فاصله     | امیر ارجینی | محسن چاوشی | محسن چاوشی  |                         |
| بانوی من       | امیر ارجینی | محسن چاوشی | محسن چاوشی  |                         |
| خشخاش          | محسن چاوشی  | محسن چاوشی | محسن چاوشی  |                         |
| نفرین (رمیکس)  |             | محسن چاوشی | محسن چاوشی  | حامد هاکان و محسن یگانه |